# Rue Affre
Rue Affre är en gata i Quartier de la Goutte-d'Or i Paris artonde arrondissement. Rue Affre, som börjar vid Rue de Jessaint 18 och slutar vid Rue Myrha 7, är uppkallad efter Denys Affre, ärkebiskop av Paris 1840-1848.

## Omgivningar
- Sacré-Cœur
- Saint-Bernard de la Chapelle
- Square Léon
- Square Saint-Bernard – Saïd Bouziri

## Bilder
| - Gatuskylt. - Sacré-Cœur. - Saint-Bernard de la Chapelle. - Square Léon. - Square Saint-Bernard – Saïd Bouziri. |

## Kommunikationer
- Tunnelbana – linje  – La Chapelle
- Busshållplats Saint–Bruno – Paris bussnät

### Webbkällor
- ”Rue Affre”. Mairie de Paris. https://web.archive.org/web/20160303165114/http://www.v2asp.paris.fr/commun/v2asp/v2/nomenclature_voies/Voieactu/0087.nom.htm. Läst 17 augusti 2023.
- ”Rue Affre”. Les rues de Paris. https://web.archive.org/web/20191205090845/http://www.parisrues.com/rues18/paris-18-rue-affre.html. Läst 17 augusti 2023.